# Benavites
Benavites ist eine Gemeinde (municipio) mit 661 Einwohnern (Stand: 2024) in der spanischen Provinz Valencia. Sie befindet sich in der Comarca Camp de Morvedre.

## Geografie
Benavites liegt etwa 27 Kilometer nordnordöstlich von Valencia in einer Höhe von ca. 35 m nahe der Mittelmeerküste. Durch die Gemeinde führen die Autovía A-7 und die Autopista AP-7.

## Bevölkerungsentwicklung
| Jahr      | 1920 | 1950 | 1970 | 1981 | 1991 | 2001 | 2011 | 2021 |
| Einwohner | 558  | 573  | 669  | 666  | 657  | 623  | 653  | 653  |

## Sehenswürdigkeiten
- Turm
- Kirche Mariä Engeln (Iglesia de Nuestra Señora de los Ángeles)

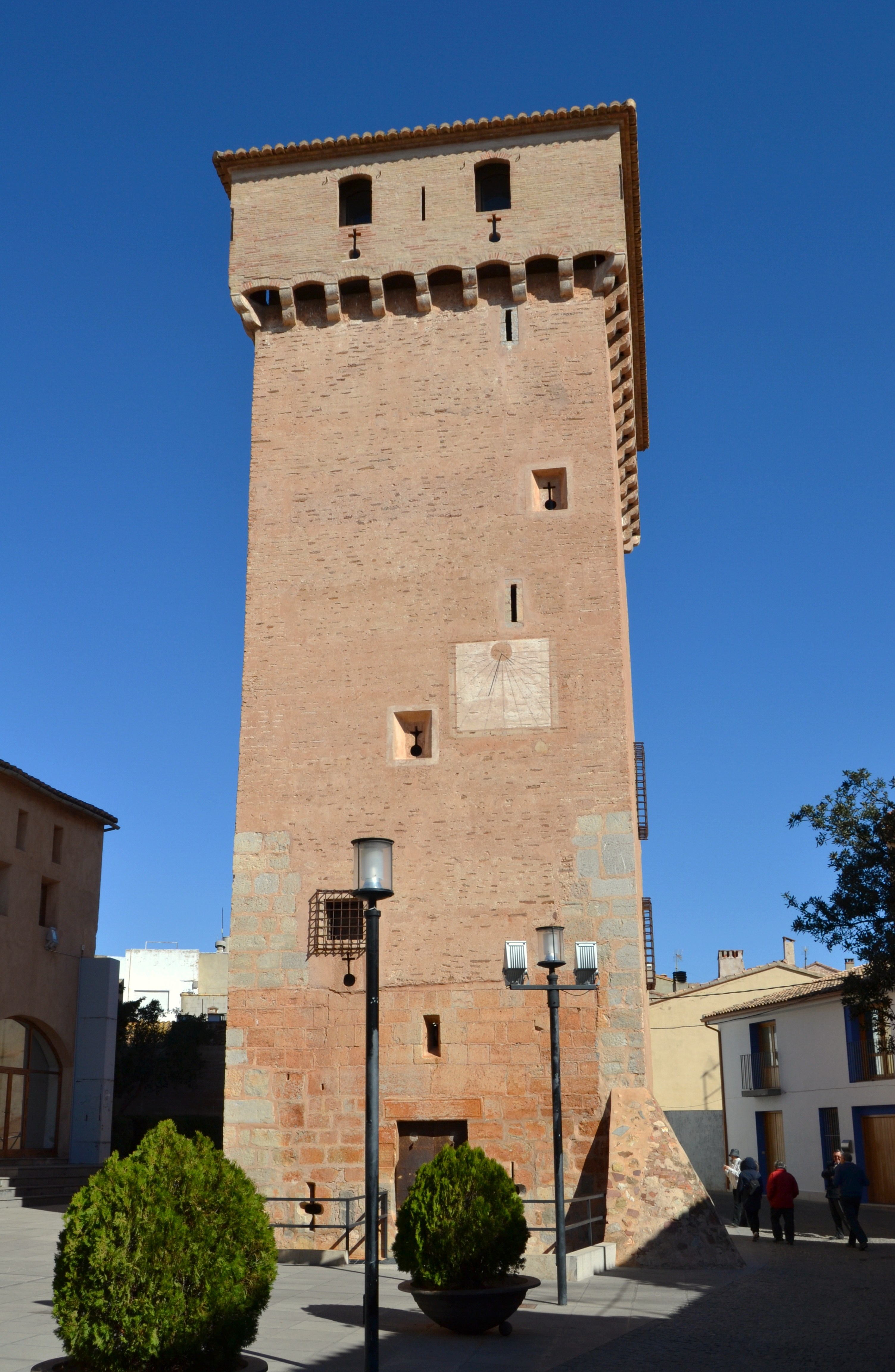
Turm
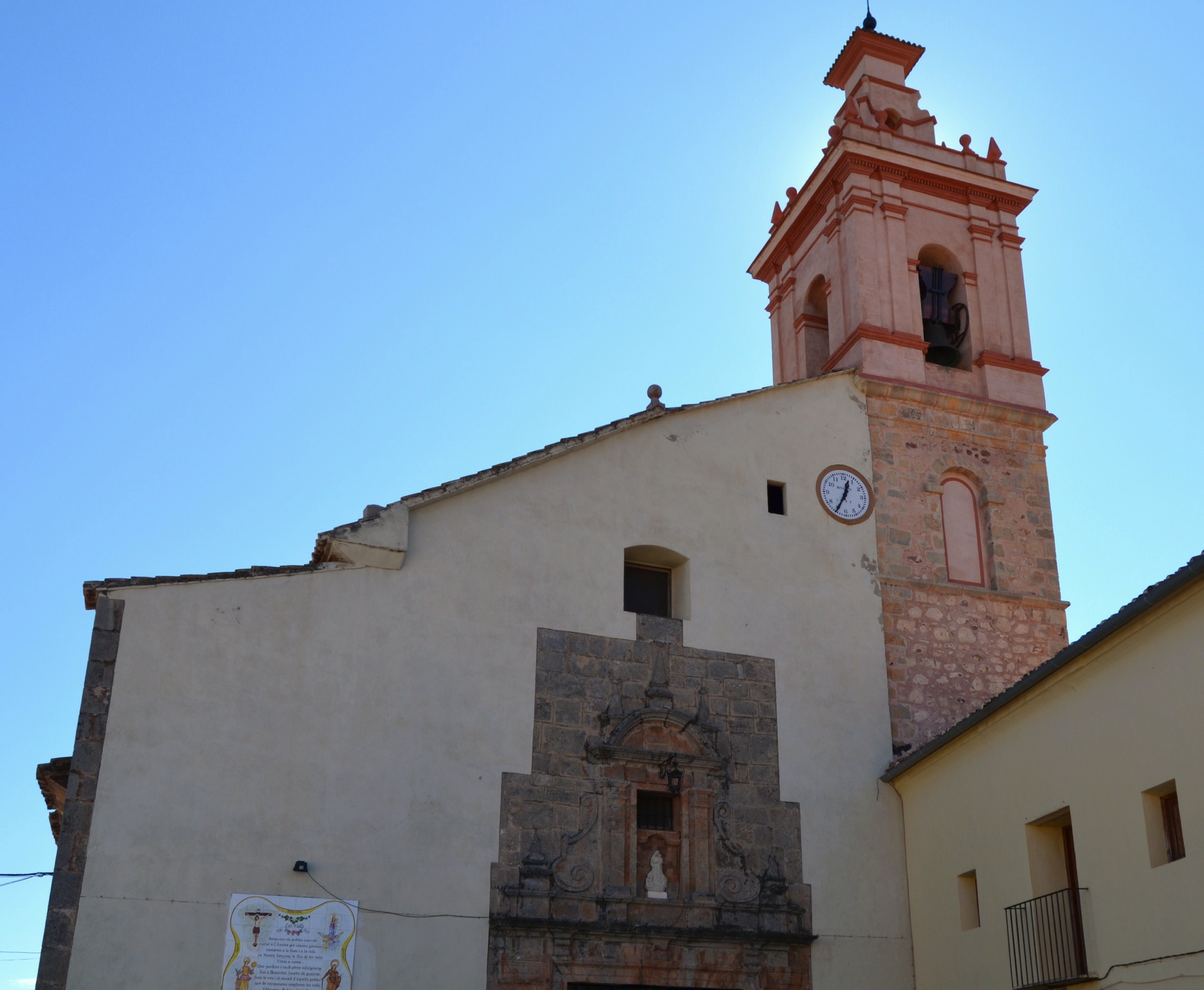
Kirche Mariä Engeln
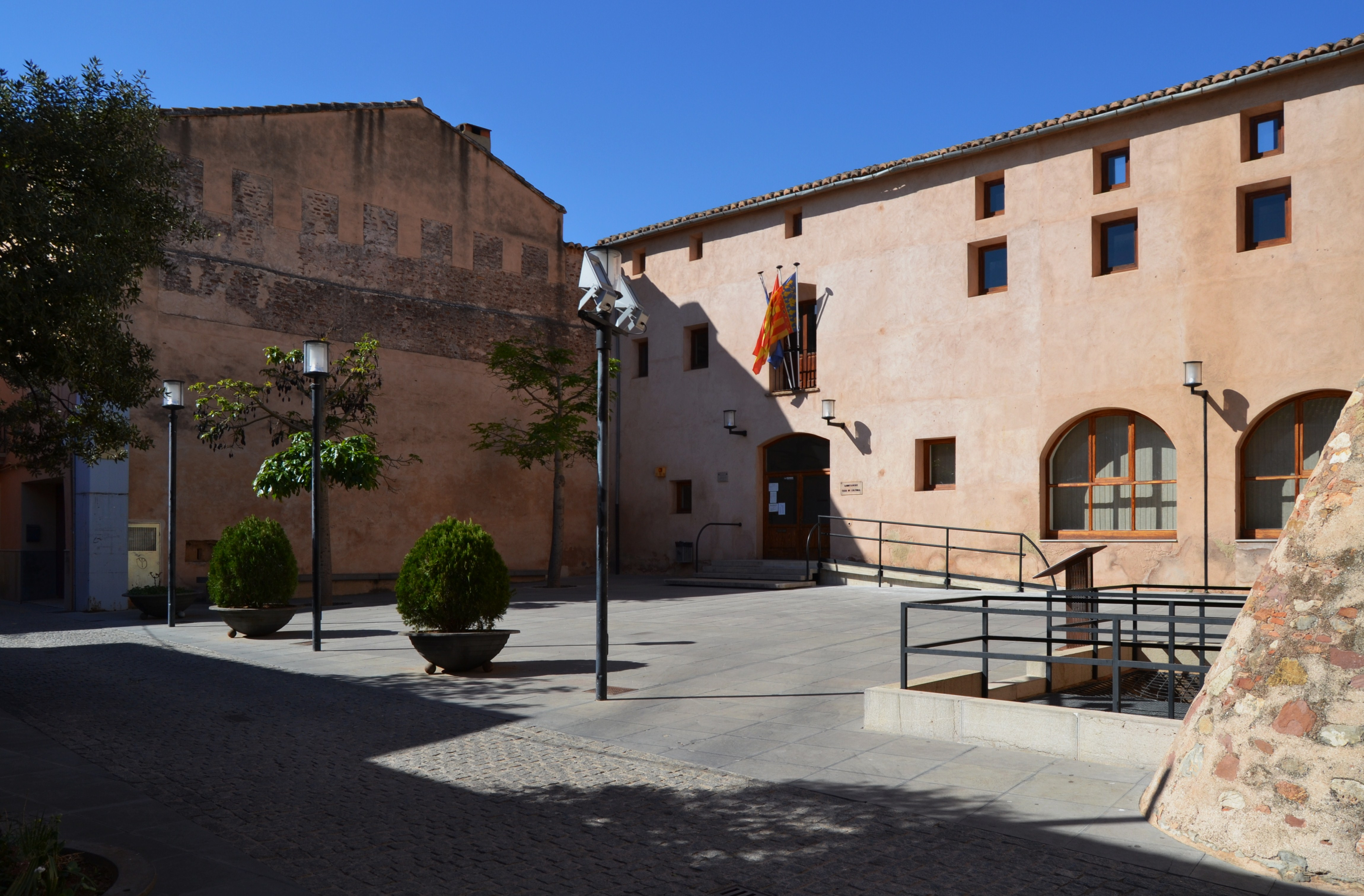
Rathaus